# Jorge Pablo Chapoy Bosque
Jorge Pablo Chapoy Bosque, nacido el 26 de abril de 1973 en Monclova (Coahuila), es un deportista mexicano que compite en la disciplina de tiro con arco.
Representó a su país en los Juegos Olímpicos de Atenas 2004 en la modalidad de individual masculino, consiguiendo el 34° puesto. Además fue miembro de la selección de México en la competición por equipos, alcanzando el 12° puesto.